# Otto Furrer (Radsportler)
Otto Furrer (* 15. März 1934 in Cham) ist ein ehemaliger Radrennfahrer aus der Schweiz und Schweizer Meister im Radsport.

## Sportliche Laufbahn
Furrer begann 1952 mit dem Radsport. Mit dem Sieg bei der Habsburg-Rundfahrt 1956 schaffte er die Qualifikation in die damalige A-Klasse der Amateure in der Schweiz. Ab 1957 konzentrierte er sich zunehmend auf Querfeldeinrennen. Ein Jahr später wurde er in die Nationalmannschaft der Schweiz berufen und startete bei den UCI-Weltmeisterschaften. Beim Sieg von André Dufraisse belegte er den 9. Platz. 1959 bis 1962 wurde er Vize-Meister in der nationalen Meisterschaft. Den Schweizer Titel konnte er dann 1963 vor Hermann Gretener gewinnen. 1964 schied er aus der Nationalmannschaft aus und wurde Schweizer Meister der Militärradfahrer.

## Berufliches
Furrer absolvierte eine Ausbildung zum Fahrradmechaniker.